# Clidemia ampla
Clidemia ampla är en tvåhjärtbladig växtart som beskrevs av Célestin Alfred Cogniaux. Clidemia ampla ingår i släktet Clidemia och familjen Melastomataceae. Inga underarter finns listade i Catalogue of Life.